# Liste des épisodes de Lucifer
La liste des épisodes de Lucifer, série télévisée américaine, est constituée de 93 épisodes au 10 septembre 2021.

## Panorama des saisons
| Saison | Nombre d'épisodes | Diffusion originale sur Fox puis Netflix | Diffusion originale sur Fox puis Netflix | Diffusion originale sur Fox puis Netflix | Dates de sortie DVD et disques Blu-ray | Dates de sortie DVD et disques Blu-ray | Dates de sortie DVD et disques Blu-ray      |
| Saison | Nombre d'épisodes | Années                                   | Début de saison                          | Fin de saison                            | Zone 1 (dont États-Unis)               | Zone 2 (dont France)                   | Zone 4 (dont Australie)                     |
| ------ | ----------------- | ---------------------------------------- | ---------------------------------------- | ---------------------------------------- | -------------------------------------- | -------------------------------------- | ------------------------------------------- |
| 1      | 13                | 2016                                     | 25 janvier 2016                          | 25 avril 2016                            | 23 août 2016                           | 6 décembre 2017                        | 19 octobre 2016(DVD) 23 août 2017 (Blu-ray) |
| 2      | 18                | 2016-2017                                | 19 septembre 2016                        | 29 mai 2017                              | 22 août 2017                           | 26 septembre 2018                      | 23 août 2017,                               |
| 3      | 26                | 2017-2018                                | 2 octobre 2017                           | 28 mai 2018                              | 28 août 2018                           | 5 décembre 2018                        | 29 août 2018,                               |
| 4      | 10                | 2019                                     | 8 mai 2019                               | 8 mai 2019                               | indéterminées                          | indéterminées                          | indéterminées                               |
| 5      | 16                | 2020-2021                                | 21 août 2020                             | 28 mai 2021                              | indéterminées                          | indéterminées                          | indéterminées                               |
| 6      | 10                | indéterminées                            | indéterminées                            | indéterminées                            | indéterminées                          | indéterminées                          | indéterminées                               |

## Liste des épisodes

### Première saison (2016)
Composée de treize épisodes, elle a été diffusée du 25 janvier 2016 au 25 avril 2016 sur Fox, aux États-Unis.
1. Au commencement… (Pilot)
2. Le Diable est parmi nous (Lucifer, Stay. Good Devil.)
3. L'Aspirant Prince des ténèbres (The Would-Be Prince of Darkness)
4. Un mec qui assure (Manly Whatnots)
5. Pactes avec le Diable (Sweet Kicks)
6. Le Fils préféré (Favorite Son)
7. Les Ailes de l'Enfer (Wingman)
8. Docteur Tromperie (Et Tu, Doctor?)
9. Un nouvel ami (A Priest Walks into a Bar)
10. Le Dernier Repas (Pops)
11. Saint Lucifer (St. Lucifer)
12. Fanatisme (#TeamLucifer)
13. Retour en Enfer (Take Me Back to Hell)

### Deuxième saison (2016-2017)
Le 7 avril 2016, la série est renouvelée pour une deuxième saison composée de dix-huit épisodes. Elle a été diffusée du 19 septembre 2016 au 29 mai 2017 sur Fox, aux États-Unis.
1. Maman où t'es ? (Everything's Coming Up Lucifer)
2. Nouveau corps pour une nouvelle vie (Liar, Liar, Slutty Dress on Fire)
3. Le Purificateur (Sin-Eater)
4. Soirée filles (Lady Parts)
5. L'Exterminateur (The Weaponizer)
6. Monstre (Monster)
7. Copie presque conforme (My Little Monkey)
8. Retour de lame (Trip to Stabby Town)
9. Avis d'expulsion (Homewrecker)
10. Jugement (Quid Pro Ho)
11. Ex mais pas trop (Stewardess Interruptus)
12. Poignées d'amour (Love Handles)
13. Une belle journée pour mourir (A Good Day to Die)
14. Candy Morningstar (Candy Morningstar)
15. Que d'émotions ! (Deceptive Little Parasite)
16. Dieu Johnson (God Johnson)
17. La Pièce manquante (Sympathy for the Goddess)
18. Nouveau départ (The Good, the Bad, and the Crispy)

### Troisième saison (2017-2018)
Le 13 février 2017, la série a été renouvelée pour une troisième saison composée de vingt-six épisodes,. Elle a été diffusée du 2 octobre 2017 au 28 mai 2018 sur Fox, aux États-Unis.
1. Le Retour des ailes (They're Back, Aren't They?)
2. Mort d'un comique (The One with the Baby Carrot)
3. M. et Mme Maziken Smith (Mr. and Mrs. Mazikeen Smith)
4. Que ferait Lucifer ? (What Would Lucifer Do?)
5. La Revenante (Welcome Back, Charlotte Richards)
6. Escapade à Las Vegas (Vegas with Some Radish)
7. L'Enfer du journaliste (Off the Record)
8. Apparences (Chloe Does Lucifer)
9. L'Ultime Pécheur (The Sinnerman)
10. Tel est pris qui croyait prendre (The Sin Bin)
11. La Cité des anges ? (City of Angels?)
12. La Journée du lieutenant (All About Her)
13. Jusqu'à ce que la mort nous sépare (Til Death Do Us Part)
14. Comment tuer un immortel (My Brother's Keeper)
15. La Promo de 3001 (High School Poppycock)
16. Cobaye des enfers (Infernal Guinea Pig)
17. Sous les projecteurs (Let Pinhead Sing!)
18. Les Cœurs brisés (The Last Heartbreak)
19. Maze en colère (Orange Is the New Maze)
20. L'Ange de San Bernardino (The Angel of San Bernardino)
21. La Compétition (Anything Pierce Can Do I Can Do Better)
22. L'Enterrement de vie de jeune fille (All Hands on Decker)
23. Du Deckerstar tout craché (Quintessential Deckerstar)
24. Parole de diable (A Devil of My Word)
25. Trop nul d'être normal ! (Boo Normal) - épisode bonus
26. Il était une fois (Once Upon a Time) - épisode bonus

### Quatrième saison (2019)
Un mois après son annulation, le 15 juin 2018 la série a été rachetée et renouvelée pour une quatrième saison composée de dix épisodes. Elle a été mise en ligne le 8 mai 2019 sur Netflix.
1. Tout va très bien (Everything's Okay)
2. L'Enfer de Dante (Somebody's Been Reading Dante's Inferno)
3. Homme de peu de foi (O, Ye of Little Faith, Father)
4. Tout sur Ève (All About Eve)
5. Mourir en érection (Expire Erect)
6. Trompé de tenue (Orgy Pants to Work)
7. Le Propre du Diable (Devil Is as Devil Does)
8. Le Pire Petit Copain (Super Bad Boyfriend)
9. Sauver Lucifer (Save Lucifer)
10. C'est qui le nouveau roi de l'Enfer ? (Who's da New King of Hell?)

### Cinquième saison (2020-2021)
Le 6 juin 2019, la série a été renouvelée pour une cinquième saison composée de 16 épisodes. Découpée en deux parties de huit épisodes, la première a été mise en ligne dès le 21 août 2020 et la deuxième le sera à partir du 28 mai 2021 sur Netflix.
1. Un diable sacrément triste (Really Sad Devil Guy)
2. Lucifer ! Lucifer ! Lucifer ! (Lucifer! Lucifer! Lucifer!)
3. Diablo ! (¡Diablo!)
4. Ça ne finit jamais bien pour les poulets (It Never Ends Well for the Chicken)
5. Inspecteur Amenadiel (Detective Amenadiel)
6. BlueBallz (BluBallz)
7. Notre mojo (Our Mojo)
8. Attention, spoiler ! (Spoiler Alert)
9. Dîner de famille (Family Dinner)
10. Karaoké céleste à la noix (Bloody Celestial Karaoke Jam)
11. Tronche de diable (Resting Devil Face)
12. Daniel Espinoza, nu et effrayé (Daniel Espinoza: Naked and Afraid)
13. Une petite filature innocente (A Little Harmless Stalking)
14. Rien n'est éternel (Nothing Lasts Forever)
15. Ça va vraiment finir comme ça ? (Is This Really How It's Going To End?!)
16. Et si ça finissait bien ? (A Chance at a Happy Ending)

### Sixième saison (2021)
Le 23 juin 2020, la série a été renouvelée pour une sixième et dernière saison composée de dix épisodes.
1. Rien ne change jamais par ici (Nothing Ever Changes Around Here)
2. Des tonnes de bagages (Buckets of Baggage)
3. Plans d'enfer (Yabba Dabba Do Me)
4. En quête de père (Pin the Tail on the Baddie)
5. L'Assassinat de Lucifer Morningstar (The Murder of Lucifer Morningstar)
6. Les Mains sales (A Lot Dirtier Than That)
7. Le Mariage de ma meilleure démone (My Best Fiend)
8. Qui sauve le Diable sauve le monde ! (Save the Devil, Save the World)
9. Les Adieux de Lucifer (Goodbye, Lucifer)
10. Partenaires à jamais (Partners 'Til the End)